# Pearse Canal

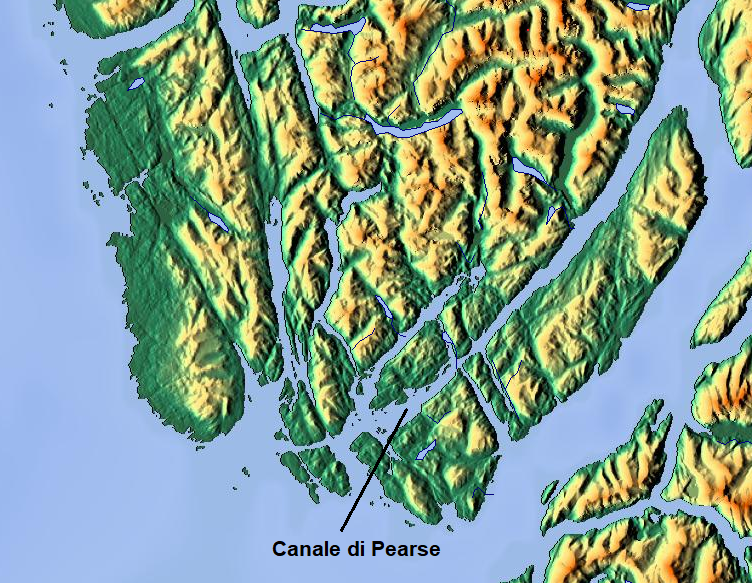
Kaart van Pearse Canal

Het Pearse Canal is een zeestraat op de grens tussen Alaska in de Verenigde Staten en het westen van Brits-Columbia in Canada. In Alaska ligt het in het uiterste zuidoosten van de Alexanderarchipel in de Alaska Panhandle.

## Geografie
De zeestraat ligt tussen het vasteland van Alaska en Fillmore Island in het noordwesten en de eilanden Pearse Island en Wales Island in het zuidoosten. In het noordoosten vormt het een zijtak van het Portland Canal. In het zuidwesten splitst de zeestraat zich in de Tongass Passage (richting het zuidoosten) en de Sitklan Passage (richting het zuidwesten). Vanuit het zuidoosten mondt ook de Wales Passage op de zeestraat uit, vanuit het noordoosten de Fillmore Inlet.
Het maakt deel uit van de zuidwestelijke rand van Misty Fjords National Monument in Alaska.
Het waterlichaam ligt in de mariene ecoregio Noord-Amerikaans Pacifisch Fjordland.

## Geschiedenis
De zeestraat kreeg in 1868 zijn naam van kapitein Daniel Pender als onderdeel van het onderzoek van de kust.